# Q Award
Q Award was een Britse muziekprijs die van 1990 tot 2019 werd uitgereikt door het muziekblad Q. De Q Award werd in diverse categorieën uitgereikt, waaronder: 'beste act ter wereld', 'beste live act', 'beste album', 'beste video' en 'beste producer'. De winnaars werden gekozen door de lezers van Q die hun stem via de website van het blad konden uitbrengen. De uitreiking van de prijs vond plaats in Londen in aanwezigheid van prominente gasten uit de muziekindustrie. Met het stopzetten van het blad Q door de coronacrisis kwam er ook een einde aan de Q Award.